# Пашино (Кировская область)
Пашино — село в Афанасьевском районе Кировской области, административный центр Пашинского сельского поселения.

## География
Расположена на расстоянии примерно 9 км на юг-юго-восток по прямой от райцентра поселка  Афанасьево на правом берегу реки Кама.

## История
Известно с 1902 года, когда здесь была построена Михайловская деревянная церковь. В 1905 году в селе Пашинском дворов 5 и жителей 24, в 1926 здесь (село Пашино или Черанево) хозяйств 22 и жителей 75 (54-коми-пермяки), в 1950 31 и 54, в 1989 проживал 381 человек.

## Население
Постоянное население составляло 337 человек (русские 76%) в 2002 году, 291 в 2010.